# Подключе
Подключе (пол. Podklucze) — село в Польщі, у гміні Щерцув Белхатовського повіту Лодзинського воєводства.
Населення — 283 особи (2011).
У 1975-1998 роках село належало до Пйотрковського воєводства.

## Демографія
Демографічна структура станом на 31 березня 2011 року:
|          | Загалом | Допрацездатний вік | Працездатний вік | Постпрацездатний вік |
| -------- | ------- | ------------------ | ---------------- | -------------------- |
| Чоловіки | 140     | 31                 | 100              | 9                    |
| Жінки    | 143     | 32                 | 86               | 25                   |
| Разом    | 283     | 63                 | 186              | 34                   |